# П'ятихатська операція
П'ятихатська операція відбувалася протягом 15 жовтня — 23 листопада 1943 року, здійснювалася силами Степового (від 20 жовтня — 2-го Українського фронту є складовою Нижньодніпровської операції, другої частини битви за Дніпро.

## Задум наступу
Під час Чернігівсько-Полтавської операції — власне її складової частини, операції Полтавсько-Кременчуцької, сили Степового фронту під керуванням Івана Конєва форсують ріку Дніпро поблизу Кременчука, у кінці вересня 1943-го займають кілька плацдармів між Деріївкою (уночі проти 31 серпня частини поблизу села Деріївки між Ворсклою і Пслом 17-ї німецької армії переправилися на лівий берег і захопили плацдарм. Тут оборону тримала лише одна стрілецька дивізія, а на дільниці форсування — один стрілецький полк) та Верхньодніпровськом. Під час запеклих боїв до 10 жовтня плацдарми були розширені та об'єднані в один великий. До кінця жовтня Конєв підготував та узгоджує з представником Ставки ВГК Георгієм Жуковим план здійснення наступальної операції в напрямі Кривого Рогу та Кіровограду. Задумом передбачалося наступ фронтовим ударним угрупуванням в загальному напрямі на П'ятихатки й Кривий Ріг із зайнятого плацдарму. Після зайняття П'ятихаток радянські частини мали продовжувати наступ на Апостолове з метою відрізати шляхи відступу на захід дніпропетровському угрупуванню противника, котре вперто оборонялося південніше у боях проти Південно-Західного фронту. 3 жовтня цей план було затверджено.
Здійснення операції проводилося під час запеклих боїв, котрі на той час тривали вже 2 місяці, тому для наступу не було достатньо сил, щоби якось зарадити, Конєв здійснює велике зосередження сил на плацдармі. Для цього на доповнення до діючих там 37-ї (генерал Михайло Шарохін) та 5-ї гвардійської армій (генерал Михайло Шумілов) вводяться 57-ма (генерал Микола Гаген) та 5-та гвардійська армії (генерал Олексій Жадов). Під час переміщення силами 5-ї гвардійської армії було здійснено прихований маневр — армія знімається з плацдарму біля Кременчука та передає позиції 4-й гвардійській армії, переправляється на лівий берег Дніпра й долає до 100 км вздовж лінії фронту на південний схід, по тому переправляється знову на правий берег — на плацдарм біля Куцеволівки.
Окрім того, на плацдарм приховано вводиться ударне угрупування фронту — 5-та гвардійська танкова армія (генерал Павло Ротмістров) та 7-й гвардійський механізований корпус (генерал Іван Корчагін); повітряне прикриття здійснювали сили 5-ї повітряної армії (генерал Сергій Горюнов). На решті фронту — до половини лінії планованого наступу — залишалися дві армії — 52-га (генерал Костянтин Коротєєв) та 4-та гвардійська (генерал Іван Галанін). Дані армії мали завданням наростити свої зусилля щодо збільшення займаних плацдармів, цим самим відволікти на себе сили противника; окрім того, 52-га армія мала зайняти Черкаси.
Проти сил Степового фронту протистояли частини групи армій «Південь» — 1-ї танкової (генерал Еберхард фон Маккензен) та 8-ї армій (генерал Отто Велер), загальним числом 24 дивізії та 2 авіаційні корпуси — понад 700 літаків 4-го повітряного флоту (генерал Отто Десслох).

## Початок бойових дій
Вранці 15 жовтня радянська артилерія за підтримки фронтової авіації проводить посилену артпідготовку, війська фронту переходять в наступ. Спроби наступу від самого початку наштовхнулися на запеклий опір, німецькі частини відразу почали контратакувати за підтримки танків та авіації. Однак радянська сторона наростила більшу кількість авіаційних сил — згідно з фронтовими донесеннями, 15 жовтня було здійснено 470 літаковильотів, німецькою стороною — 250, радянські війська великими людськими масивами проривали оборону противника. Конєв віддає наказ — для пришвидшення наступу в другій половині дня 15 жовтня залучити все ударне угрупування — 5-ту гвардійську танкову армію та 7-й гвардійський механізований корпус. До кінця 16 жовтня було завершено прорив німецької оборони, почався наступ у напрямку П'ятихаток; для підтримки ударного угрупування фронту виділяються повним складом один бомбардувальний та один штурмовий авіаційні корпуси (командири — генерали Іван Полбін та Василь Рязанов). Згідно з радянськими даними, 16 жовтня південно-східніше Кременчука було ліквідовано до 500 вояків противника, 250 полонено, знищено 25 танків. 17 жовтня радянські війська в боях займають кілька сіл, зокрема Попельнасте; за штабними донесеннями, того дня втрати противника склали до 2000 вбитими, ліквідовано 50 танків .
18 жовтня в боях радянські війська просунулися на 5—7 км, у селі Деріївка займається залізничний вузол, що загрожує радянським військам. За радянськими даними, того дня ліквідовано до 500 вояків противника, знищено 42 танки, захоплено 22 гармати.
19 жовтня в боях 5-ю гвардійською танковою армією здобуто місто й важливий залізничний вузол П'ятихатки, де на залізничних коліях захоплено ешелони зі зброєю та продовольством та елеватор із великим запасом зерна. Загалом просування військ РА вглиб оборони становило до 15—20 кілометрів, з подань радянського керівництва фігурує захоплених 30 танків, 172 гармати, 600 кулеметів, 1300 автомобілів, полонено 1800 вояків.
20 жовтня в боях радянські війська просуваються на 5—10 км, зайнято залізничну станцію Жовті Води, з фронту доповідають про 3500 убитих нацистів, ліквідованих 11 танків, 59 гармат, 260 автомобілів.
21 жовтня в часі наступу нацистські сили вибиті з райцентру Петрове, з донесень випливає, що ліквідовано до 1500 вояків, захоплено 26 гармат, 60 кулеметів, 80 автомашин.
22 жовтня радянські війська в боях на окремих ділянках просуваються до 6—10 км, зайнято близько 50 населених пунктів, зокрема Саксагань та Верхньодніпровськ.
Задля зупинення наступу під П'ятихатки в спішному порядку перекидаються 4 дивізії з Італії та Франції — 376-ту й 384-ту піхотні, 14-ту та 24-ту танкові, наявні резерви швидко перекидаються під Кривий Ріг.

## Бої під Кривим Рогом
Німецьке командування намагалося сповільнити та припинити цілком радянський наступ введенням нових сил, певною мірою це вдалося. Однак уже до 23 жовтня 5-та гвардійська танкова армія основними силами підходить на близьку відстань до Кривого Рогу, а частиною сил — до Митрофанівки. Окрім того, ранком 23 жовтня підрозділи 18-го танкового корпусу із десантом піхоти лобовою атакою вриваються до Кривого Рогу та зав'язали вуличні бої, в яких червоноармійці зазнали важких втрат. Радянські частини не змогли закріпитися в місті й були витіснені на північ до 8-1 кілометрів. Піхотні частини 37-ї армії, котрі наступали слідом за 5-ю танковою армією, також були зупинені танковими контратаками противника на підступах до Кривого Рогу. В тому ж часі, 22 жовтня почався наступ на Кіровоград, що послабило силу ударної групи в напрямку Кривого Рогу.
Радянське військове керівництво робить спробу обійти Кривий Ріг з північного заходу, цей задум частково вдається, здійснюється глибоке охоплення німецького угрупування. 24 жовтня з боями вибито нацистів із Лозуватки, повідомляється про ліквідованих 39 танків та захоплених 44 гармати й 8 танків.
Однак і німецьке керівництво вводить у бій нові сили — 11-ту й 23-тю танкові дивізії, також було перекинуто з інших відтинків фронту ще 2 дивізії, скориставшись затримкою радянських військ у Кривому Розі. 25 жовтня під Кривим Рогом відбуваються масовані контратаки нацистів, на одному з відтинків до 8-ми, радянські військові підбили 22 танки, ліквідовано не менше 200 вояків противника.
26 жовтня в боях радянські війська перебирають контроль над Карнаваткою та станцією Шмакове, звітується про кілька сотень убитих вояків противника, захоплених 37 гармат та 300 кулеметів. 27 жовтня розгораються затяжні позиційні бої, в ході яких, за радянськими даними, вбито кілька сотень нацистських військовиків, захоплено 7 мінометів, 8 гармат, 42 кулемети.
Німецьке угрупування за масованої підтримки авіації вранці 28 жовтня рушило в контрнаступ, сильні бої розгорнулися північно-західніше Кривого Рогу в долині річки Інгулець. Німецьким силам вдалося відтіснити підрозділи 7-ї й 37-ї армій на 15—20 кілометрів, на цьому контрнаступ захлинувся. За радянськими даними, у двох перших боях було підбито до 150 німецьких танків, великих втрат зазнали й радянські війська. Згідно з радянськими донесеннями, в контратаках було убито до 800 солдатів противника, знищено 2 САУ й 12 танків, захоплено 23 гармати й 55 кулеметів, зайнято Новий Стародуб. 29 жовтня штаби повідомляють, що в постійних контратаках було ліквідовано до 1000 вояків противника, знищено 26 танків, захоплено 65 кулеметів. 30 жовтня контратаки продовжуються, радянські штабісти повідомляють про втрати у противника — до 1000 убитими, знищено 6 САУ й 51 танк. 31 жовтня радянські війська постійно відбивали контратаки, докладали про ліквідованих 1500 солдатів, підбитих 44 танки та 40 автомобілів.
В подальшому частини РА досить успішно вели бої по розширенні досягнутого прориву, однак повторна спроба зайняти Кривий Ріг із розвитком глибокого наступу на південь не вдалася.
Почалися затяжні кровопролитні бої майже без успіху, з 1 по 21 листопада тривали позиційні зіткнення та контратаки. За цих умов радянське військове командування вирішує припинити наступ і перенести удар в іншому напрямі, готуючи Знам'янську операцію.

## Наслідки
Незважаючи на невдачу під Кривим Рогом, в радянській історіографії операція вважається успішною. Війська фронту змогли просунутися майже на 100 кілометрів та вийшли на підступи до Кіровограда й Кривого Рогу, глибоко вклинившись у позиції групи армій «Південь», при цьому дніпропетровське угрупування опинилося охопленим з півночі, а кіровоградська — з півдня, що згодом вплинуло на перебіг подій у Дніпропетровській і Кіровоградській операціях. Плацдарм на нижньому Дніпрі став стратегічним, південний відтинок Східного валу перестав існувати.

## Звання Героя Радянського Союзу вдостоєні
- Рорат Олександр Йосипович, посмертно
- Сєров Михайло Олександрович[20]
- Сорокін Павло Васильович, посмертно[21]